# Парниев, Александр Иванович
Александр Иванович Парниев (груз. ალექსანდრე (სანდრო) ფარნიევი, 14 сентября 1883, Квиткирисцкаро, Душетский уезд — не ранее 1927) — грузинский политик, член Учредительного собрания Грузии.

## Биография
С 1896 года участвовал в работе социал-демократических кружков; С 1898 года член первой социал-демократической организации, созданной среди рабочих. Был известен под партийной кличкой «Осетин». Окончил воскресную школу в 1900 году. Работал автослесарем.
Принимал активное участие в революционных событиях 1905 года в Тифлисе; 29 августа 1905 года ранен казачьим отрядом в здании городского совета при разгоне демонстрации. Вёл пропагандистскую работу среди крестьян в «Горной Осетии». Был несколько раз арестован по политическим мотивам. С 1907 года работал на Тифлисском трамвае слесарем. Был членом профсоюзной и торговой комиссии работников трамвая. Уволен 4 января 1911 года за организацию рабочих забастовок.
После февральской революции 1917 года служил в Закавказском окружном комитете Российской социал-демократической рабочей партии. В ноябре 1917 года избран членом Национального совета Грузии. В декабре 1917 года выступил одним из основателей и организаторов Красной гвардии Грузии, был избран членом Генерального штаба Народной гвардии. В 1918 году избрал членом парламента Демократической Республики Грузии, 12 марта 1919 года — членом Учредительного собрания Грузии по списку Социал-демократической партии Грузии. Был членом ЦК грузинской социал-демократической партии.
После советизации Грузии в 1921 году остался в Грузии и включился в движение сопротивления. В 1924—1927 годах работал начальником трамвайного депо. Дальнейшая судьба неизвестна.